# Trutgrunden, Åland
Trutgrunden är skär i Åland (Finland). De ligger i Ålands hav och i kommunen Lemland i landskapet Åland, i den sydvästra delen av landet. Öarna ligger omkring 22 kilometer söder om Mariehamn och omkring 270 kilometer väster om Helsingfors. 
Arean för den av öarna koordinaterna pekar på är 0,7 hektar och dess största längd är 140 meter i sydöst-nordvästlig riktning. Trakten är glest befolkad. Närmaste större samhälle är Lemland, 18,8 km norr om Trutgrunden.